# Königsbrunn am Wagram
Königsbrunn am Wagram es una localidad del distrito de Tulln, en el estado de Baja Austria, Austria, con una población estimada a principio del año 2018 de 1319 habitantes. 
Se encuentra ubicada en el centro del estado, a poca distancia al oeste de Viena y al norte del río Danubio.